# سايوكي ورلد 2
سايوكي ورلد 2: تينجوكي نو موجين (Saiyūki World 2: Tenjōkai no Majin) (باليابانية: 西遊記ワールド2 天上界の魔神) ، وتسمى في النسخة الأمريكية وامب إيم (بالإنجليزية: Whomp 'Em)‏ ، هي لعبة فيديو من نوع منصات، أنتجت شركة جاليكو اليابانية سنة 1990م، وهي الجزء الثاني من سلسلة سايوكي ورلد.

## مصدر
1. ↑  SydLexia.com - Whomp 'Em نسخة محفوظة 24 سبتمبر 2015 على موقع واي باك مشين.

## وصلة خارجية
- Whomp 'Em على موبي غيمز